# Fosses-la-Ville

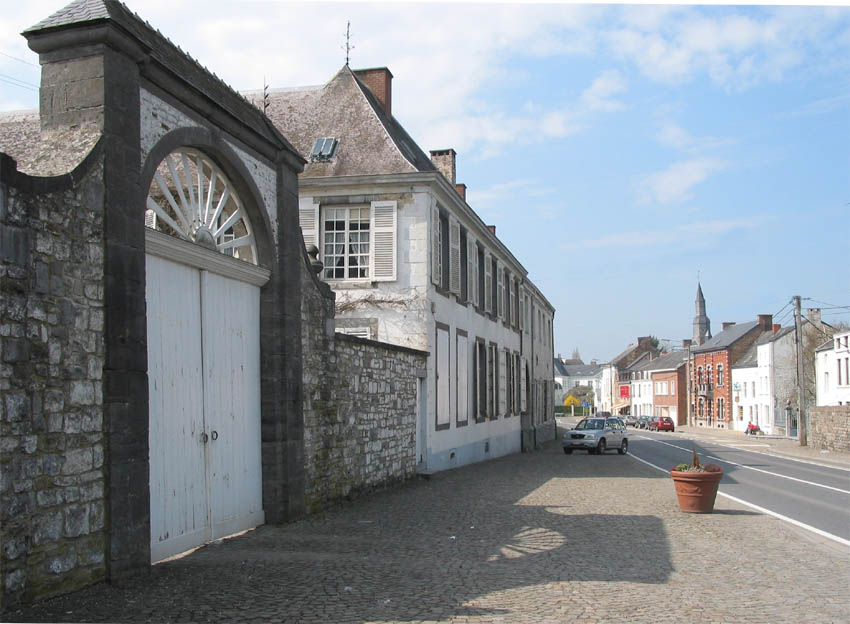
Fosses-la-Ville, cửa ngõ vào thành phố.
.

Fosses-la-Villelà một đô thị ở tỉnh Namur. Tại thời điểm ngày 1 tháng 1 năm 2006 Fosses-la-Ville có dân số 9.311 người. Tổng diện tích là 63,24 km² với mật độ dân số là 147 người trên mỗi km².
Các làng:
- Aisemont
- Le Roux
- Sart-Eustache
- Sart-Saint-Laurent
- Vitrival